# Campionat del Món de Trial 2001
|  | Per al campionat del món en pista coberta d'aquell any, vegeu Campionat del Món de Trial indoor 2001 |

La temporada de 2001 del Campionat del Món de trial fou la 27a edició d'aquest campionat, organitzat per la FIM. El calendari oficial constava de 18 proves puntuables, celebrades entre el 20 d'abril i el 2 de setembre. La prova inaugural, de dos dies de durada, fou el Trial de Sant Llorenç -disputat a Sant Joan de les Abadesses- que tornava a Catalunya després d'un parèntesi de dos anys.
Dougie Lampkin va guanyar amb la Montesa el cinquè dels seus set títols mundials consecutius. L'anglès va tornar a dominar la temporada, però aquest cop amb només onze victòries a les divuit proves puntuables. Les altres van ser per a Graham Jarvis (tres), Adam Raga (dues) i Marc Freixa i Takahisa Fujinami amb una cadascun. El subcampió va tornar a ser per tercer any consecutiu Fujinami, mentre que el tercer fou Marc Freixa, que havia canviat de Gas Gas a Sherco aquell any. Jarvis, també amb Sherco, fou quart i quatre catalans més van tornar a quedar entre els deu primers: Adam Raga, Albert Cabestany, Marc Colomer i David Cobos, del cinquè al vuitè respectivament. En total, nou catalans es van classificar entre els catorze primers.

## Sistema de puntuació
Barem de puntuació a partir de 1984:
| Posició | 1  | 2  | 3  | 4  | 5  | 6  | 7 | 8 | 9 | 10 | 11 | 12 | 13 | 14 | 15 |
| Punts   | 20 | 17 | 15 | 13 | 11 | 10 | 9 | 8 | 7 | 6  | 5  | 4  | 3  | 2  | 1  |

## Calendari
| Ronda | Data          | Gran Premi   | Lloc                       | Guanyador         |
| ----- | ------------- | ------------ | -------------------------- | ----------------- |
| 1     | 20 d'abril    | Espanya      | Sant Joan de les Abadesses | Dougie Lampkin    |
| 2     | 21 d'abril    | Espanya      | Sant Joan de les Abadesses | Dougie Lampkin    |
| 3     | 28 d'abril    | Portugal     | Paços de Ferreira          | Dougie Lampkin    |
| 4     | 29 d'abril    | Portugal     | Paços de Ferreira          | Dougie Lampkin    |
| 5     | 19 de maig    | Bèlgica      | Cuesmes                    | Takahisa Fujinami |
| 6     | 20 de maig    | Bèlgica      | Cuesmes                    | Dougie Lampkin    |
| 7     | 2 de juny     | Japó         | Twin Ring Motegi           | Dougie Lampkin    |
| 8     | 3 de juny     | Japó         | Twin Ring Motegi           | Dougie Lampkin    |
| 9     | 9 de juny     | Estats Units | Goldendale                 | Adam Raga         |
| 10    | 10 de juny    | Estats Units | Goldendale                 | Dougie Lampkin    |
| 11    | 30 de juny    | Itàlia       | Foppolo                    | Dougie Lampkin    |
| 12    | 1 de juliol   | Itàlia       | Foppolo                    | Dougie Lampkin    |
| 13    | 7 de juliol   | França       | Troisfontaines             | Graham Jarvis     |
| 14    | 8 de juliol   | França       | Troisfontaines             | Dougie Lampkin    |
| 15    | 14 de juliol  | Andorra      | Sant Julià de Lòria        | Marc Freixa       |
| 16    | 15 de juliol  | Andorra      | Sant Julià de Lòria        | Graham Jarvis     |
| 17    | 1 de setembre | Txèquia      | Kramolín                   | Adam Raga         |
| 18    | 2 de setembre | Txèquia      | Kramolín                   | Graham Jarvis     |

1. ↑  A la província de Bèrgam

## Classificació final
| Posició | Pilot               | Motocicleta | Punts |
| ------- | ------------------- | ----------- | ----- |
| 1       | Dougie Lampkin      | Montesa     | 328   |
| 2       | Takahisa Fujinami   | Honda       | 255   |
| 3       | Marc Freixa         | Sherco      | 239   |
| 4       | Graham Jarvis       | Sherco      | 231   |
| 5       | Adam Raga           | Gas Gas     | 202   |
| 6       | Albert Cabestany    | Beta        | 169   |
| 7       | Marc Colomer        | Gas Gas     | 160   |
| 8       | David Cobos         | Montesa     | 145   |
| 9       | Kenichi Kuroyama    | Beta        | 145   |
| 10      | Steve Colley        | Gas Gas     | 110   |
| 11      | Marcel Justribó     | Sherco      | 99    |
| 12      | José Manuel Alcaraz | Montesa     | 71    |
| 13      | Josep Manzano       | Sherco      | 58    |
| 14      | Jordi Pascuet       | Gas Gas     | 48    |